# Ierse namen
Een naam in het Iers bestaat uit een voornaam en een familienaam, net zoals dat het geval is in het Nederlands. Oorspronkelijk was de naamgeving hoofdzakelijk patronimisch, zoals het geval is in IJsland, maar vandaag worden namen van vader op kind doorgegeven. De vorm van de familienaam is wel verschillend voor mannen en vrouwen. Er bestaat ook nog een aparte vorm voor vrouwen die na hun huwelijk de familienaam van hun echtgenoot overnemen, zoals gebruikelijk is in landen met een rechtsstelsel gebaseerd op het Engelse common law. Aangezien de meeste mensen in Ierland een verengelste versie van hun oorspronkelijke Ierse naam dragen, worden deze namen ongewijzigd doorgegeven zoals in Nederland of Vlaanderen.

## In de Gaeltacht
In de Ierstalige gebieden in Ierland, de zogenaamde Gaeltacht, is het de gewoonte naar iemand te verwijzen door zijn voornaam plus twee patroniemen, met name zijn vader en grootvader: iemand die dus officieel Seán Ó Briain heet (John O'Brien in het Engels), staat daar bijvoorbeeld bekend als Seán Phóil Shéamuis (John van Paul van James).

## Voornamen
Traditionele Ierse namen zijn afkomstig uit de Ierse mythologie of de Bijbel, of zijn afgeleid van (meestal Ierse) heiligen. Van bijna alle Ierse namen bestaat er een Engelse vertaling. Om een Ierse naam in het Engels te vertalen zijn er drie mogelijkheden:
- Men neemt het Engelse equivalent: Micheál wordt Michael
- Men kiest een Engelse naam die op de Ierse naam lijkt, hoewel er geen verband bestaat: Tadhg wordt Timothy
- Men past de spelling van de naam aan de Engelse uitspraak aan: Méabh wordt Maeve

| Iers     | Engels      |
| -------- | ----------- |
| Pádraig  | Patrick     |
| Tomás    | Thomas      |
| Sorcha   | Sarah       |
| Tadhg    | Tim/Timothy |
| Diarmaid | Jeremy      |
| Peadar   | Peter       |
| Pól      | Paul        |
| Séamus   | James       |
| Caoimhín | Kevin       |

## Tussenvoegsels
Om het onderscheid te maken tussen twee personen met dezelfde naam, bestaan er in het Iers drie tussenvoegsels: Óg (jong, vergelijkbaar met Jr.), Mór (groot, vergelijkbaar met Sr.) en Beag (klein, kan gebruikt worden in plaats van Óg). Daarnaast worden ook bijvoeglijk naamwoorden gebruikt, die meestal naar een opvallend kenmerk van iemands uiterlijk verwijzen: Pádraig Rua (Rode Patrick) of Máire Bhán (Blonde Maria).

## Familienamen
De familienaam van een man begint meestal met Ó (oorspronkelijk kleinzoon) of Mac (zoon). Voorbeelden zijn Ó Dónaill (O'Donnell; kleinzoon van Donald) en Mac Gearailt (MacGerald; zoon van Gerald). Bij dochters worden Ó en Mac vervangen door Ní of (voor een naam die begint met een klinker of het stille 'fh') Nic (kort voor Iníon Úi: dochter van de kleinzoon van, Úi is de genitief van Ó). De naam na Ní wordt geleneerd (dat betekent dat na B, D, F, G, M, P, S of T een h wordt ingevoegd). De C is een uitzondering, die wordt in dit geval niet geleneerd. Ó Domhnaill wordt dus Ní Dhomhnaill en Mac Murchaidh wordt Ní Mhurchaidh. Ua kan ook gebruikt worden in plaats van Ó, terwijl Mag gebruikt wordt in plaats van Mac als de daaropvolgende letter een klinker is of de letter fh (die niet wordt uitgesproken).
In het Engels is het accent op Ó veranderd in een apostrof, dus Ó Súilleabhain wordt O' Sullivan. Het is niet juist dat dit een verkorting is van Of.
Wanneer een vrouw huwt en besluit de naam van haar man over te nemen, dan verandert Ó in Úi (kort voor Bean Úi: vrouw van de kleinzoon van) en Mac in Mhic (kort voor Bean Mhic: vrouw van de zoon van).

## Bekende Ieren en hun Ierse naam
- Gearóid Mac Ádhaimh: Gerry Adams, Sinn Féin-leider
- Parthalán Ó hEachthairn: Bertie Ahern, eerste minister van Ierland
- Máire Ní Bhraonáin: Moya Brennan
- Mícheál Ó Coileáin: Michael Collins, leider van de Paasopstand in 1916
- Dubhghlas de hÍde: Douglas Hyde, schrijver en voormalig president van Ierland
- Seathrún Céitinn: Geoffrey Keating, schrijver en historicus
- Máire Mhic Ghiolla Íosa: Mary McAleese, huidige presidente van Ierland
- Ailbhe Mac Raghnaill: Albert Reynolds, voormalige eerste minister van Ierland
- Máire Mhic Róibín: Mary Robinson, voormalige presidente van Ierland
- Naomh Fionbahrr: Sint Finbar(r), voormalig Bisschop van Cork en beschermheilige van de stad Cork.